# Gomphocerinae
Sous-famille
Les Gomphocerinae sont une sous-famille d'insectes orthoptères de la famille des Acrididae.
Ils sont appelés criquets chanteurs.

## Distribution
Les espèces de cette sous-famille se rencontrent en Asie, en Europe, en Afrique, en Amérique et en Océanie.

## Liste des genres
Selon Orthoptera Species File (31 octobre 2018) :
- tribu Acrolophitini Scudder, 1901
  - genre Acrolophitus Thomas, 1871
  - genre Bootettix Bruner, 1889
- tribu Amblytropidiini Brunner von Wattenwyl, 1893
  - genre Apolobamba Bruner, 1913
  - genre Peruvia Scudder, 1890
  - genre Amblytropidia Stål, 1873
  - genre Boopedon Thomas, 1870
  - genre Caribacris Rehn & Hebard, 1938
  - genre Fenestra Brunner von Wattenwyl, 1895
  - genre Pseudoutanacris Jago, 1971
  - genre Sinipta Stål, 1861
  - genre Syrbula Stål, 1873
- tribu Arcypterini Bolívar, 1914
  - genre Adolfius Harz, 1988
  - genre Amplicubitoacris Zheng, 2010
  - genre Arcyptera Serville, 1838
  - genre Asulconotoides Liu, 1984
  - genre Asulconotus Ying, 1974
  - genre Aulacobothrus Bolívar, 1902
  - genre Berengueria Bolívar, 1909
  - genre Brachypteracris Cao & Zheng, 1996
  - genre Crucinotacris Jago, 1996
  - genre Kangacris Yin, 1983
  - genre Kangacrisoides Wang, Zheng & Niu, 2006
  - genre Leionotacris Jago, 1996
  - genre Leuconemacris Zheng, 1988
  - genre Ningxiacris Zheng & He, 1997
  - genre Pseudoarcyptera Bolívar, 1909
  - genre Ptygonotus Tarbinsky, 1927
  - genre Rhaphotittha Karsch, 1896
  - genre Suacris Yin, Zhang & Li, 2002
  - genre Transtympanacris Lian & Zheng, 1985
  - genre Xinjiangacris Zheng, 1993
- tribu Aulocarini Contreras & Chapco, 2006
  - genre Ageneotettix McNeill, 1897
  - genre Aulocara Scudder, 1876
  - genre Eupnigodes McNeill, 1897
  - genre Horesidotes Scudder, 1899
  - genre Psoloessa Scudder, 1875
- tribu Chrysochraontini Brunner von Wattenwyl, 1893
  - genre Barracris Gurney, Strohecker & Helfer, 1964
  - genre Chloealtis Harris, 1841
  - genre Chrysochraon Fischer, 1853
  - genre Confusacris Yin & Li, 1987
  - genre Euchorthippus Tarbinsky, 1926
  - genre Euthystira Fieber, 1852
  - genre Euthystiroides Zhang, Zheng & Ren, 1995
  - genre Mongolotettix Rehn, 1928
  - genre Podismomorpha Lian & Zheng, 1984
  - genre Podismopsis Zubovski, 1900
  - genre Pseudoasonus Yin, 1982
- tribu Cibolacrini Otte, 1981
  - genre Cibolacris Hebard, 1937
  - genre Heliaula Caudell, 1916
  - genre Ligurotettix McNeill, 1897
  - genre Xeracris Caudell, 1916
- tribu Compsacrini Carbonell, 1995
  - genre Chiapacris Otte, 1979
  - genre Compsacris Bolívar, 1890
  - genre Notopomala Jago, 1971
  - genre Phaneroturis Bruner, 1904
  - genre Silvitettix Bruner, 1904
  - genre Staurorhectus Giglio-Tos, 1897
- tribu Dociostaurini Mistshenko, 1974
  - genre Albistriacris Zheng & Lu, 2002
  - genre Dociostaurus Fieber, 1853
  - genre Eremippus Uvarov, 1926
  - genre Eremitusacris Liu, 1981
  - genre Leva Bolívar, 1909
  - genre Mizonocara Uvarov, 1912
  - genre Notostaurus Bey-Bienko, 1933
  - genre Xerohippus Uvarov, 1942
- tribu Eritettigini Otte, 1981
  - genre Amphitornus McNeill, 1897
  - genre Compsacrella Rehn & Hebard, 1938
  - genre Eritettix Bruner, 1889
  - genre Opeia McNeill, 1897
- tribu Gomphocerini Fieber, 1853
  - genre Aeropedellus Hebard, 1935
  - genre Bruneria McNeill, 1897
  - genre Chorthippus Fieber, 1852
  - genre Dasyhippus Uvarov, 1930
  - genre Gomphoceridius Bolívar, 1914
  - genre Gomphocerippus Roberts, 1941
  - genre Gomphoceroides Zheng, Xi & Lian, 1992
  - genre Gomphocerus Thunberg, 1815
  - genre Mesasippus Tarbinsky, 1931
  - genre Myrmeleotettix Bolívar, 1914
  - genre Pezohippus Bey-Bienko, 1948
  - genre Phlibostroma Scudder, 1875
  - genre Pseudochorthippus Defaut, 2012
  - genre Schmidtiacris Storozhenko, 2002
  - genre Stauroderus Bolívar, 1897
  - genre Stenobothroides Xu & Zheng, 1996
- tribu Hypernephiini Mistshenko, 1973
  - genre Anaptygus Mistshenko, 1951
  - genre Asonus Yin, 1982
  - genre Caucasippus Uvarov, 1927
  - genre Dysanema Uvarov, 1925
  - genre Eclipophleps Tarbinsky, 1927
  - genre Grigorija Mistshenko, 1976
  - genre Hebetacris Liu, 1981
  - genre Hypernephia Uvarov, 1922
  - genre Oknosacris Liu, 1981
  - genre Oreoptygonotus Tarbinsky, 1927
  - genre Ptygippus Mistshenko, 1951
  - genre Saxetophilus Umnov, 1930
  - genre Stristernum Liu, 1981
- tribu Melanotettigini Otte, 1981
  - genre Melanotettix Bruner, 1904
- tribu Mermiriini Brunner von Wattenwyl, 1893
  - genre Achurum Saussure, 1861
  - genre Mermiria Stål, 1873
  - genre Pseudopomala Morse, 1896
- tribu Ochrilidiini Brunner von Wattenwyl, 1893
  - genre Gonista Bolívar, 1898
  - genre Kirmania Uvarov, 1933
  - genre Ochrilidia Stål, 1873
  - genre Oxypterna Ramme, 1952
- tribu Orinhippini Yin, Xia & & al., 2003
  - genre Orinhippus Uvarov, 1921
- tribu Orphulellini Otte, 1979
  - genre Dichromorpha Morse, 1896
  - genre Laplatacris Rehn, 1939
  - genre Orphulella Giglio-Tos, 1894
  - genre Orphulina Giglio-Tos, 1894
- tribu Ramburiellini Defaut, 2012
  - genre Ramburiella Bolívar, 1906
- tribu Scyllinini Brunner von Wattenwyl, 1893
  - genre Alota Bruner, 1913
  - genre Borellia Rehn, 1906
  - genre Carrascotettix Carbonell, 1995
  - genre Cauratettix Roberts, 1937
  - genre Euplectrotettix Bruner, 1900
  - genre Jagomphocerus Carbonell, 1995
  - genre Meloscirtus Bruner, 1906
  - genre Parapellopedon Jago, 1971
  - genre Pellopedon Bruner, 1911
  - genre Rhammatocerus Saussure, 1861
  - genre Scyllinula Carbonell, 1995
  - genre Stereotettix Rehn, 1906
- tribu Stenobothrini Harz, 1975
  - genre Megaulacobothrus Caudell, 1921
  - genre Omocestus Bolívar, 1878
  - genre Stenobothrus Fischer, 1853
- tribu Pacrini Zhang, Zhang & Yin, 2012
  - genre Pacris Zhang, Zhang & Yin, 2012
- tribu indéterminée
  - genre Cordillacris Rehn, 1901
  - genre Paropomala Scudder, 1899
  - genre Prorocorypha Rehn, 1911
  - genre Acantherus Scudder & Cockerell, 1902
  - genre Acocksacris Dirsh, 1958
  - genre Amesotropis Karsch, 1893
  - genre Anablepia Uvarov, 1938
  - genre Azarea Uvarov, 1926
  - genre Baidoceracris Chopard, 1947
  - genre Brachycrotaphus Krauss, 1877
  - genre Brainia Uvarov, 1922
  - genre Carinulaenotus Yin, 1982
  - genre Catabothrus Uvarov, 1962
  - genre Chrysacris Zheng, 1983
  - genre Chrysochraoides Ren & & al., 1993
  - genre Cophohippus Uvarov, 1953
  - genre Dhimbama Henry, 1940
  - genre Diablepia Kirby, 1902
  - genre Dianacris Yin, 1983
  - genre Dnopherula Karsch, 1896
  - genre Eleutherotheca Karny, 1907
  - genre Ermia Popov, 1957
  - genre Esselenia Hebard, 1920
  - genre Faureia Uvarov, 1921
  - genre Gelastorhinus Brunner von Wattenwyl, 1893
  - genre Inyangana Naskrecki, 1992
  - genre Italohippus Fontana & La Greca, 1999
  - genre Karruhippus Brown, 1989
  - genre Komandia Uvarov, 1953
  - genre Kraussella Bolívar, 1909
  - genre Leurohippus Uvarov, 1940
  - genre Lounsburyna Uvarov, 1922
  - genre Macrokangacris Yin, 1983
  - genre Madurea Bolívar, 1902
  - genre Malagasippus Descamps & Wintrebert, 1966
  - genre Megafrohippus Jago, 1996
  - genre Melinohippus Jago, 1996
  - genre Mesopsis Bolívar, 1906
  - genre Minihippus Jago, 1996
  - genre Neoleva Jago, 1996
  - genre Ovambohippus Brown, 1972
  - genre Paragonista Willemse, 1932
  - genre Paragymnobothrus Karny, 1910
  - genre Pegasidion Saussure, 1861
  - genre Phonogaster Henry, 1940
  - genre Platypternodes Bolívar, 1908
  - genre Pnorisa Stål, 1861
  - genre Primnia Stål, 1873
  - genre Pseudegnatius Dirsh, 1956
  - genre Pseudoberengueria Jago, 1996
  - genre Pseudogmothela Karny, 1910
  - genre Pseudoleva Jago, 1996
  - genre Pusillarolium Zheng, 1999
  - genre Quangula Uvarov, 1953
  - genre Rammeihippus Woznessenskij, 1996
  - genre Salariacris Descamps & Wintrebert, 1966
  - genre Sporobolius Uvarov, 1941
  - genre Squamopenna Lian & Zheng, 1984
  - genre Stenohippus Uvarov, 1926
  - genre Tanalanacris Descamps & Wintrebert, 1966
  - genre Thyridota Uvarov, 1925
  - genre Tinaria Stål, 1861
  - genre Unalia Koçak & Kemal, 2008
  - genre Xenocheila Uvarov, 1933

## Publication originale
- Fieber, 1853 : Synopsis der europaischen Orthopteren. Lotus (Prag), vol. 3, p. 90-259 (texte intégral).